# Хлорка (фільм)
«Хлорка» (італ. Cloro) — фільм 2015 року італійського режисера Ламберто Санфеліче.

## Сюжет
Дженні сімнадцять років і вона мріє стати чемпіонкою з синхронного плавання. Але її безтурботне підліткове життя в Остії (прибережна провінція Риму) закінчується після раптової смерті її матері. Вона повинна доглядати за хворим батьком і 9-річним братом.

## У ролях
| Актор               | Роль            |
| ------------------- | --------------- |
| Сара Серайокко      | Дженні          |
| П'єра Дельї Еспості | старший майстер |
| Андреа Вергоні      | батько Дженні   |
| Джорджо Коланджелі  | Тондіно         |
| Іван Франек         | Іван            |
| Анатоль Сассі       | Фабриціо        |
| К'яра Романо        | Флавія          |

## Покази в Україні
Фільм демонструється в рамках тижня «Нового італійського кіно», що проходить у червні 2016 у чотирьох містах України — Києві, Львові, Одесі, Харкові.